# Sågsjön (Västervåla socken, Västmanland, 664146-150522)
Sågsjön är en sjö i Fagersta kommun i Västmanland och ingår i Norrströms huvudavrinningsområde. Sjön är 6 meter djup, har en yta på 0,08 kvadratkilometer och befinner sig 118 meter över havet.